# Örby slott (byggnad)

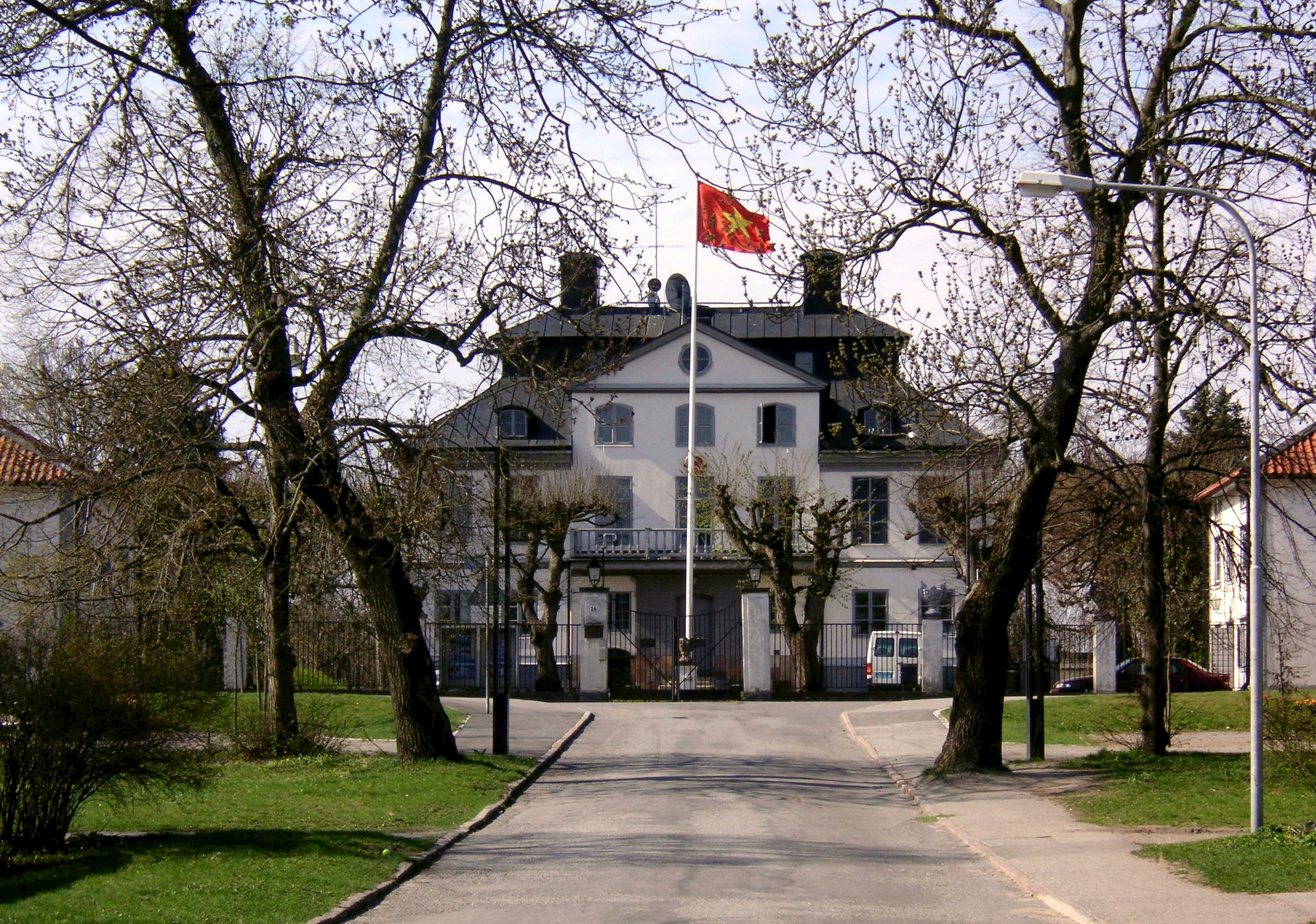
Örby slott, huvudfasad, våren 2008.

Örby slott är en herrgård och tidigare säteri i stadsdelen Örby Slott i Söderort i Brännkyrka socken i Stockholms kommun. Slottet är k-märkt i gällande stadsplan sedan 1939. Slottet upplåts sedan 1970-talet till Vietnams ambassad i Stockholm.

## Historik

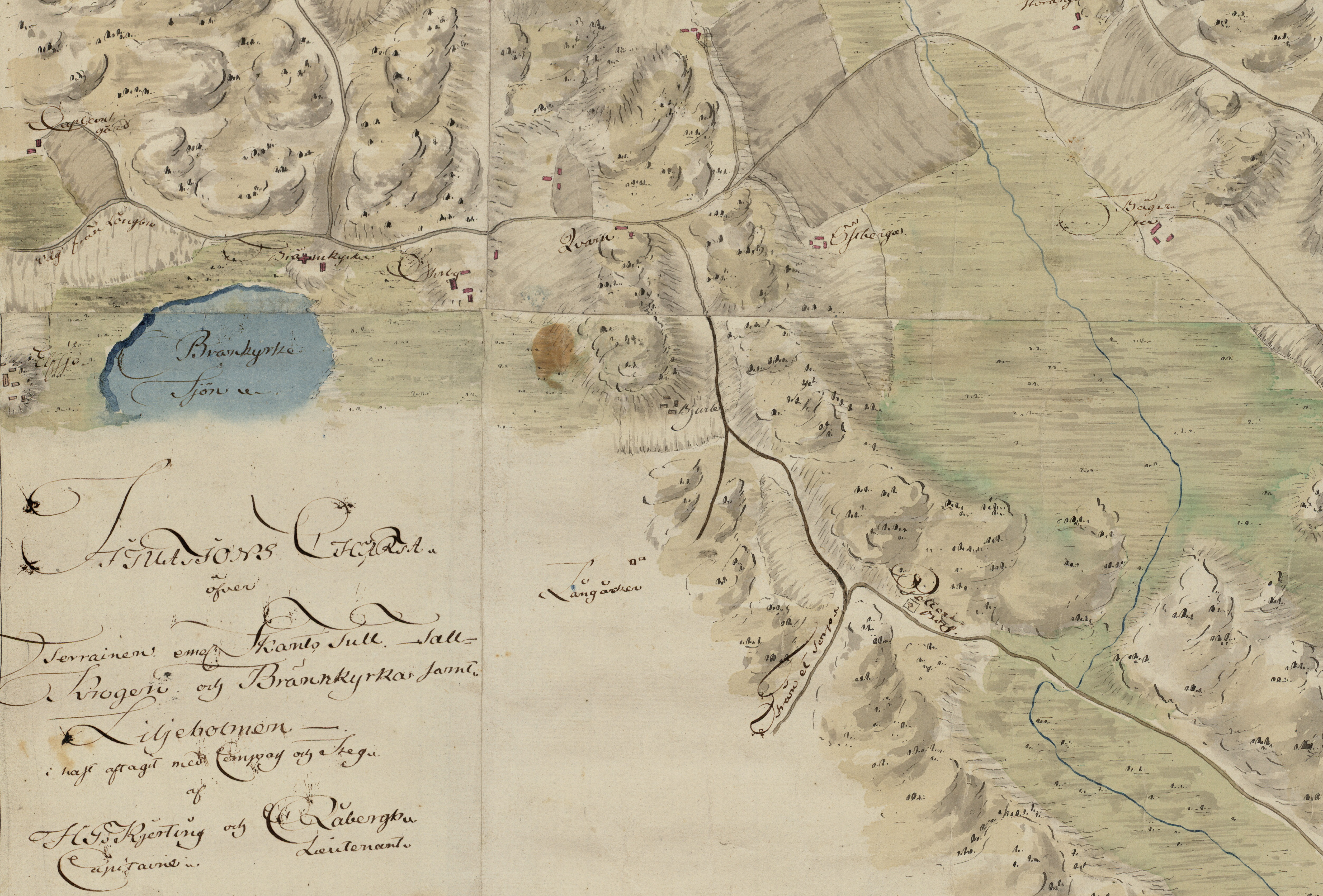
Örby på en karta från 1796.

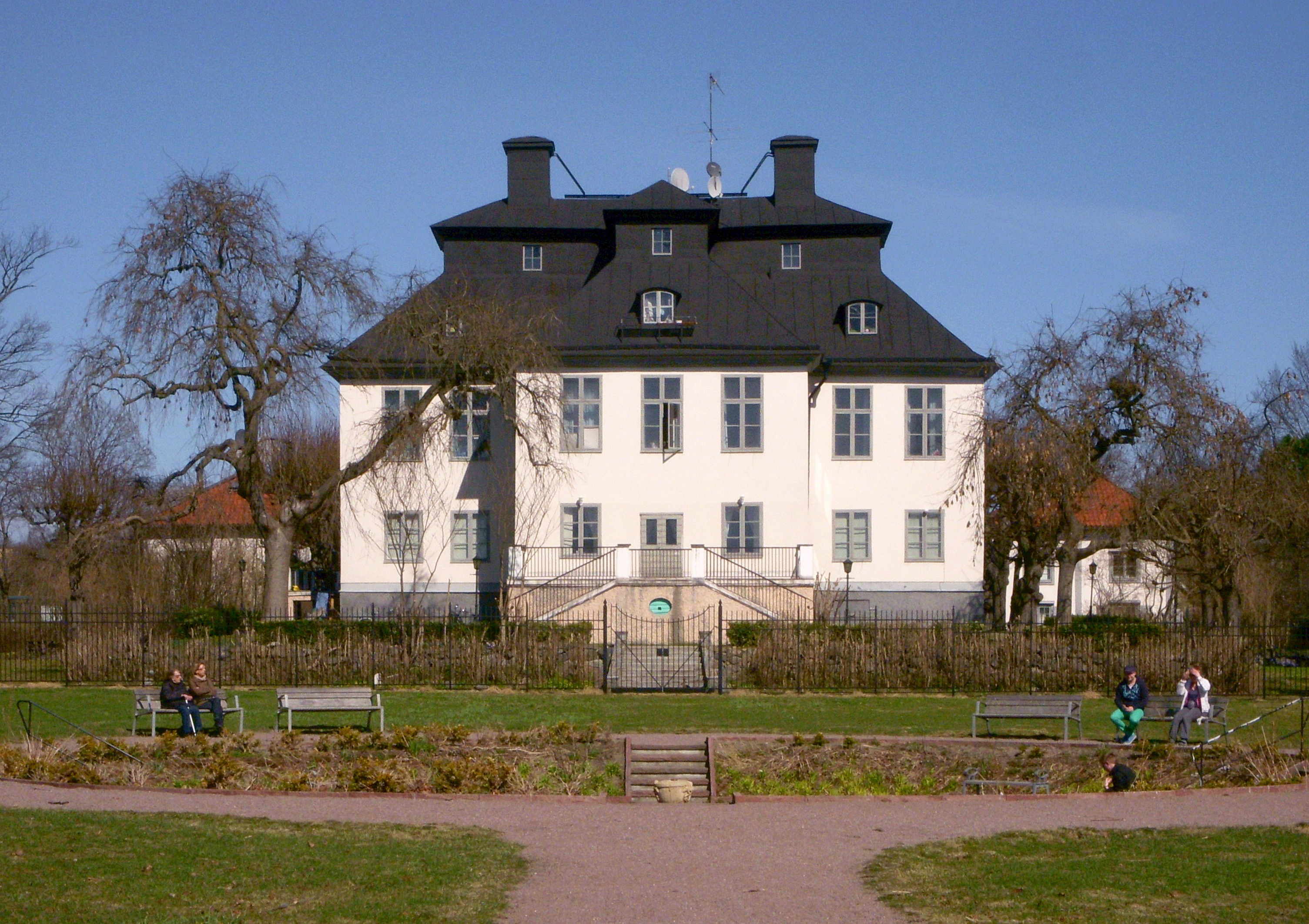
Fasad mot sydväst, 2013.

Slottet består av ett tvåvånings korsvirkeshus (det förmodades dock fram till 1960-talet vara ett stenhus) i karolinsk stil täckt av ett säteritak. Det uppfördes cirka 1674 på uppdrag av den dåvarande landshövdingen Henrik Falkenberg med möjligen Jean de la Vallée som arkitekt. Huset flankeras av två flygelpaviljonger mot gårdssidan. Väster om slottet anlades vid uppförandet en barockträdgård med bland annat häckar, dammar och alléer. Trädgården räckte ända ner till den dåvarande Kyrksjön, ungefär där Stockholmsmässan nu ligger. Slottet Sandemar vid Dalarö, som uppfördes av landshövdingens bror, Gabriel Falkenberg, har många yttre likheter med Örby slott. Även Näsby slott i Danderyd med de la Vallée som tillskriven arkitekt har samma ovanligt höga mellandel på säteritaket. En förlageteckning av Örby finns i Dahlberghska Sueciasamlingen på Kungl.biblioteket. Någon gravyr utfördes emellertid inte för det stora topografiska verket Suecia Antiqua.  
Under 1700-talet ägdes slottet av riksmarskalk Göran Gyllenstierna. Han genomförde en omfattande renovering av slottets interiörer i en sengustaviansk och empirisk stil. Dessförinnan hade utrymmet mellan de två flyglarna som fanns på huvudbyggnaden fyllts igen och den stora frontespisen som dominerar huvudfasaden tillkommit. Under stora delar av 1800-talet och början av 1900-talet stod sedan slottet tomt. 
Stockholms stad köpte slottet och dess ägor 1897 och inledde följande år en uppstyckning av marken inför anläggandet av Örby villastad. Statarlängor, stall och ekonomibyggnader är numera rivna, men Örby grindstuga i norra änden av Örby allé finns kvar än. Till slottet hörde även Örby kvarn på Kvarnbacken. Kvarnen försvann i början av 1900-talet, kvarntorpet (mjölnarstugan) vid nuvarande Julitavägen 1 är bevarat och ombyggt till villa.  Herrgårdens ägor i Brännkyrka socken omfattade tidigare de nuvarande stadsdelarna Örby, Örby Slott, den västra delen av Stureby, Bandhagen och Högdalen.